# Dymitr (Kapalin)
Dymitr, imię świeckie Aleksiej Michajłowicz Kapalin (ur. 11 marca 1952 w Udielnej) – biskup Rosyjskiego Kościoła Prawosławnego. 

## Życiorys
Urodził się w rodzinie robotniczej. W 1974 ukończył studia na wydziale inżynierii transportu. Po kilku latach pracy jako konstruktor wstąpił do moskiewskiego seminarium duchownego, zaś w 1987 uzyskał tytuł kandydata teologii na Moskiewskiej Akademii Duchownej. Jeszcze jako student tej uczelni został mnichem w Ławrze Troicko-Siergijewskiej, składając 31 stycznia 1986 wieczyste śluby zakonne. 23 lutego tego samego roku został wyświęcony na hierodiakona, zaś 7 kwietnia – na hieromnicha. 25 marca 1987 podniesiony do godności ihumena. 13 czerwca tego samego roku został archimandrytą i prorektorem Moskiewskiej Akademii Duchownej oraz seminarium duchownego ds. administracyjnych. Pełnił tę funkcję do 1989, kiedy został inspektorem tej samej uczelni.
4 listopada 1990 w soborze Objawienia Pańskiego w Moskwie miała miejsce jego chirotonia na biskupa tobolskiego i tiumeńskiego. W tym samym roku został rektorem seminarium duchownego w Tobolsku, gdzie wykłada Stary Testament i teologię pastoralną. Od 1994 zasiada w komisji teologicznej przy Świętym Synodzie Rosyjskiego Kościoła Prawosławnego. W 1999 podniesiony do godności arcybiskupiej, a 8 października 2013 – w związku z utworzeniem metropolii tobolskiej – do godności metropolity.
Jego brat Gierman, po złożeniu ślubów zakonnych Klemens, jest prawosławnym metropolitą kałuskim i borowskim.